# São Francisco do Pará
São Francisco do Pará est une municipalité brésilienne située dans l'État du Pará.